# Salsa genovesa

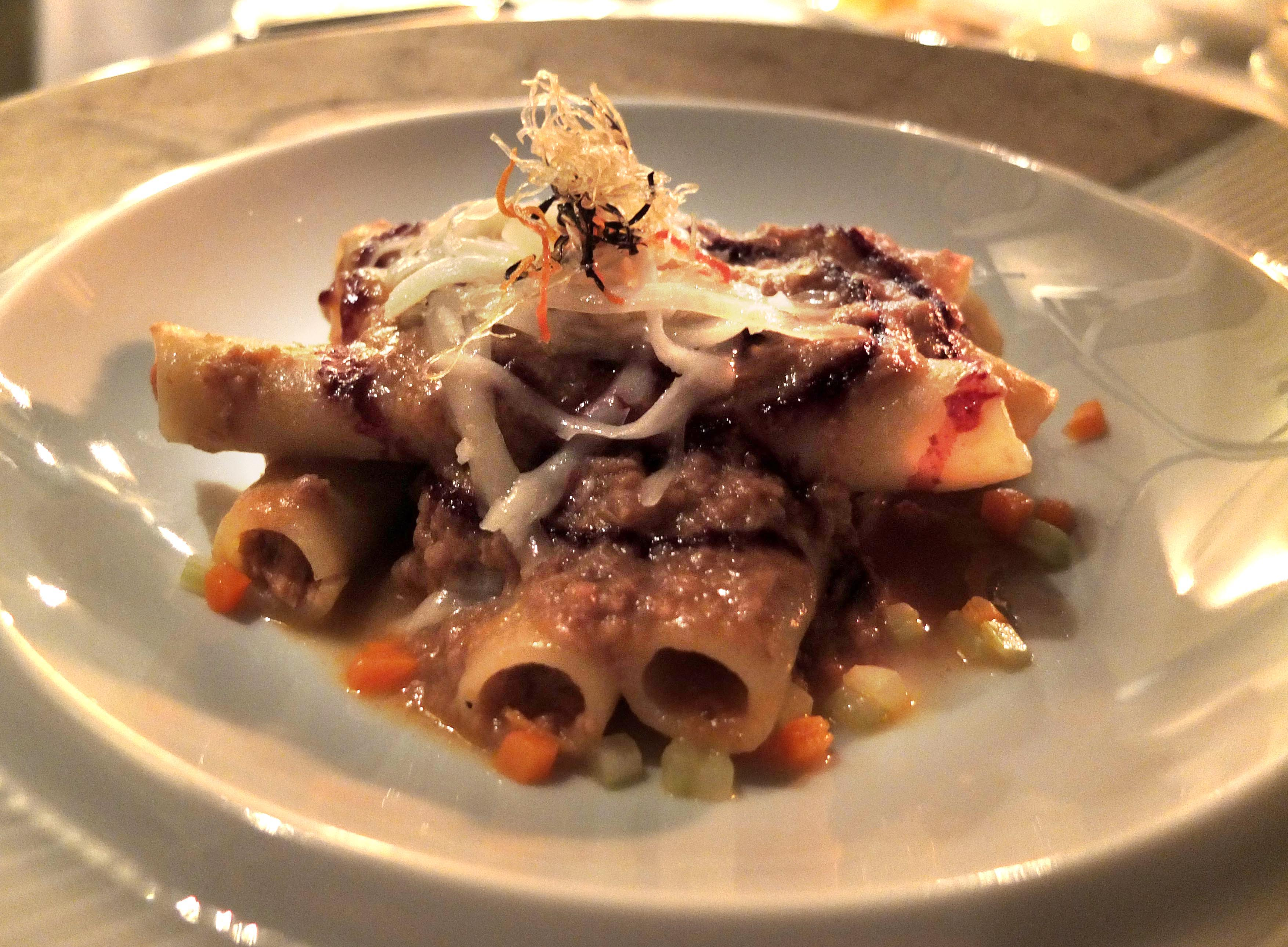
Salsa genovesa servida con pasta rigatoni, en Villa Cimbrone en Ravello, Campania, Italia.

La salsa genovesa es una salsa sustanciosa a base de cebolla para acompañar platillos de pasta de la región de Campania, Italia. Probablemente fue llevada a Nápoles desde la ciudad de Génova en el norte de Italia durante el Renacimiento, desde entonces ha ganado fama en Campania y ha sido olvidada en las otras regiones.
La salsa se destaca por el prolongado tiempo de preparación para ablandar y darle aroma a las cebollas.

## Historia
A pesar de su nombre, la salsa genovesa es la principal salsa para pasta de Nápoles y una parte importante de la historia culinaria de la ciudad, a donde llegó entre los siglos XV a XVI. Es probable que la salsa haya sido llevada por inmigrantes o mercaderes genoveses, en una época en que Génova y Nápoles eran dos importantes puertos italianos. También es posible que el nombre de la salsa haga referencia al nombre del inventor, dado que Genovese es un apellido muy difundido en Campania. En la actualidad la salsa genovesa es desconocida fuera de Campania.
El uso de cebollas en la salsa puede denotar cierta influencia francesa, y se asemeja al Boeuf à la mode. A mediados del siglo XIX, en el restaurante Grand Véfour del Palais-Royal en París se servía el ‘Salmón con salsa holandesa y genovesa’ como un platillo de lujo.
No se debe confundir la salsa genovesa con el pesto de Génova y Liguria, ni con la salsa Genovese, un condimento para pescado a base de vino tinto y vegetales, ni con la salsa génevoise del Lago Ginebra, que acompaña platillos de pescado.

## Preparación
La salsa genovesa se prepara salteando carne de ternera junto con gran cantidad de cebolla, a fuego muy lento durante dos a diez horas. Por lo general las cebollas son acompañadas con zanahorias y apio cortadas en pequeños trozos en lo que se denomina sofrito.
La lenta cocción de las cebollas es especialmente importante para darle sabor a la salsa, y se lleva a cabo agregando cada tanto vino blanco, caldo o ambos. La salsa y la pasta que acompaña se puede servir con la carne de la salsa o en forma separada, acompañada de tomates, y aromatizada con pecorino.
Se suele elegir pasta grande y cilíndrica tales como rigatoni, ziti o candele ya que permiten impregnarse de esta sustanciosa salsa.

### Ingredientes para cuatro porciones
Carne 600 g, cebollas doradas 1 kg, zanahorias 60 g, apio 60 g, aceite de oliva.